# Carmen Werner Vallejo
Carmen Werner Vallejo (Madrid, 1953) es una coreógrafa y bailarina española.

## Premios
- 2000 - Premio de Cultura de la Comunidad de Madrid en la modalidad de Danza.[1][2]

- 2001 - Premio Internacional de Fundación Aristóteles Onassis por coreografía original.[2]

- 2001 - Premio Mención del XIII Festival de Cinema de Girona[2]
- 2007 - Premio Nacional de Danza, modalidad de Creación otorgado por el Ministerio de Cultura de España.[1][2]
- 2012 - Nominada como mejor intérprete de danza a los Premios Max de las Artes Escénicas.[1][2]
- 2013 - Nominada como mejor intérprete de danza a los Premios Max de las Artes Escénicas.[1][2]
- 2015 - Nominada como mejor intérprete de danza a los Premios Max de las Artes Escénicas.[1][2]
- 2020 - Medalla de Oro al mérito en las Bellas Artes.[3][1]
- 2025 - Premio de Honor de la Revista Godot.«La coreógrafa Carmen Werner recibirá el Premio de Honor de los Godot el próximo 9 de junio». europapress.es (Madrid). 14 de abril de 2025. Consultado el 14 de abril de 2025.</ref>